# Lauro André da Silva
Lauro André da Silva (Braço do Norte, 5 de julho de 1934 – 3 de julho de 2020) foi um advogado e político brasileiro.

## Vida
Filho de André José da Silva e de Maria Honorata da Silva. 
Irmāo do ex-vereador de Taió, Santa Catarina, Pedro André da Silva. Conhecido como Pedro Magro.
Bisneto de Jerônimo André da Silva, um dos fundadores de Rio Bonito, Braço do Norte.

## Carreira
Foi deputado à Assembleia Legislativa de Santa Catarina na 8ª legislatura (1975 — 1979), na 9ª legislatura (1979 — 1983), eleito pelo Movimento Democrático Brasileiro (MDB), e na 10ª legislatura (1983 — 1987), eleito pelo Partido do Movimento Democrático Brasileiro (PMDB).